# Dżangalije

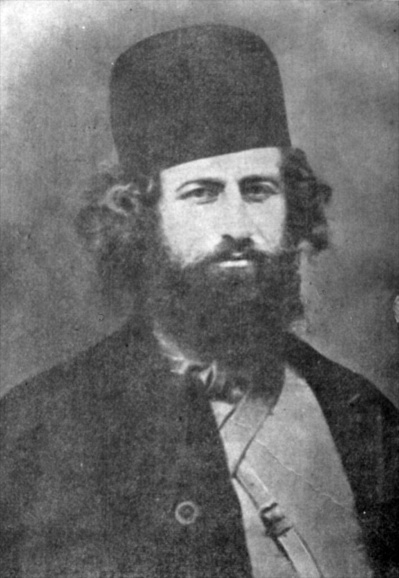
Mirza Kuczek-chan

Dżangalije (z perskiego partyzantka leśna, Ludzie z Lasu) – ruch partyzancki w regionie Gilan w Iranie, początkowo łączący hasła socjalistyczne i komunistyczne z islamskimi (islamski socjalizm); z czasem uległ radykalizacji i w bliskiej współpracy z komunistami rosyjskimi utworzył Radziecką Republikę Iranu (tzw. Republikę Gilańską), która istniała od czerwca 1920 do lutego roku następnego.

## Historia
Ruch dżangalije ukształtował się na okupowanych od 1909 przez Rosję ziemiach nad Morzem Kaspijskim, w Gilanie, na nielicznych w Iranie terenach zalesionych i w paśmie Alborzu (Elburs). Panowały tam warunki dogodne dla działania oddziałów partyzanckich. Anna Krasnowolska uważa dżangalije za jedną z późnych kontynuacji ruchu rewolucji konstytucyjnej. Na czele partyzantki stał Mirza Kuczek-chan, który rozpoczął walkę w Gilanie przed 1916, kierując trzystuosobowym oddziałem. Jego oddziały zdobywały broń od dezerterów rosyjskich i dokonywały napadów na zamożnych posiadaczy ziemskich, porywając ich dla okupu. Równocześnie walczyły zarówno z Rosjanami, a po 1918 z oddziałami brytyjskimi interweniującymi na Zakaukaziu. W starciach z Brytyjczykami dżangalije ponieśli poważne straty.
Początkowo program dżangalije zawierał silne akcenty islamskie, współpracował z organizacją Ettehad-e Eslam, związaną z kolei z tureckimi panislamistami. Wyraźne były w nim również wpływy socjalistyczne i komunistyczne. Powstańcy żądali również respektowania zapisów konstytucyjnych dotyczących samorządów lokalnych oraz przeprowadzenia reformy rolnej. W początkowej fazie partyzantka leśna miała charakter ruchu utopijnego, a nie separatystycznego; jej przywódcy chcieli utworzyć idealną społeczność wprowadzającą w życie zapisy konstytucyjne, a nie tworzyć odrębne państwo. Z czasem grupa przybierała coraz bardziej radykalną orientację lewicową, na co wpływ miało dołączanie do dżangalije rewolucyjnych działaczy z Zakaukazia (m.in. lewicowego intelektualisty ormiańskiego Awetisa Soltanzadego) i zaktywizowanie się w Gilanie komunistycznej Partii Sprawiedliwości, blisko współdziałającej z bolszewikami. Jej działacz Hejdar-chan Amuoghli nakłonił Murzę Kuczek-chana, by również nawiązał taką współpracę.
Symbolem partyzantki był transparent z napisem Kawe, odnoszącą się do bohatera poematu Szahname.

### Działalność komunistów zakaukaskich. Utworzenie Republiki Gilańskiej

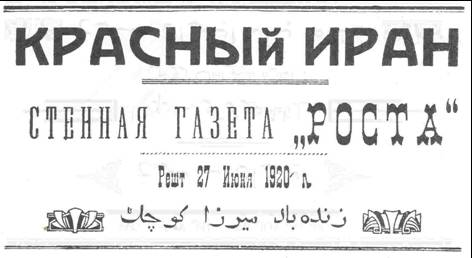
Gazeta ścienna obwieszczająca powstanie komunistycznej Radzieckiej Republiki Iranu z napisami w językach rosyjskim i perskim

W maju 1920 w Gilanie (po zakończeniu podboju Demokratycznej Republiki Azerbejdżanu) pojawiły się wojska bolszewickie, które połączyły się z miejscowymi komunistami. W kolejnym miesiącu, pod ich wpływem, Mirza Kuczek-chan proklamował utworzenie Radzieckiej Republiki Iranu i ogłosił się jej pierwszym prezydentem. Wydana została jej konstytucja, w której nie wyjaśniono, jaki miał być status nowego państwa (i jego stosunku z Iranem oraz z Rosją), skupiając się jedynie na zagadnieniach społecznych i gospodarczych.
Krótko po utworzeniu Republiki Gilańskiej na jej terenie odbył się kongres Partii Sprawiedliwości, podczas którego przekształciła się ona w Komunistyczną Partię Iranu. Gościem honorowym zjazdu był komunista azerski Nəriman Nərimanov. Partia szybko rozpadła się na rywalizujące odłamy; odtąd partyzanci dżangalije toczyli równocześnie walkę z Brytyjczykami, armią irańską, jak i między sobą. W walkach wewnętrznych zginął m.in. Hejdar-chan Amuoghli. Ostateczny upadek Republiki Gilańskiej nastąpił po zawarciu dwóch układów: radzieckiego-irańskiego traktatu o przyjaźni w lutym 1921, po zamachu stanu Rezy Chana, oraz porozumienia radziecko-brytyjskiego, w którym obie strony zobowiązywały się do zakończenia wzajemnych ataków na terenie Iranu. W takich warunkach zreorganizowane przez Rezę Chana wojska irańskie, przy wsparciu zarówno brytyjskim, jak i radzieckim, mogły zlikwidować Republikę Gilańską i ostatecznie pokonać ruch dżangalije.